# Fläckig todityrann
Fläckig todityrann (Todirostrum maculatum) är en fågel i familjen tyranner inom ordningen tättingar.

## Utseende och läte
Fläckig todityrann är en mycket liten tyrann med stort huvud och en platt, båtformad näbb. Fjäderdräkten är gul med grått huvud och tunna svarta streck. Sången består av en jämn serie med höga tjippande toner, vanligen övergående i tvåstaviga ljud: "peet, peet, peet-it, peet-it, peet-it...".

## Utbredning och systematik
Fläckig todityrann delas in i fem underarter med följande utbredning:
- Todirostrum maculatum signatum – förekommer i sydöstra Colombia till nordöstra Ecuador, östra Peru, norra Bolivia och västra Brasilien
- Todirostrum maculatum amacurense – förekommer i nordostligaste Venezuela och norra Guyana samt på Trinidad
- Todirostrum maculatum maculatum – förekommer från Franska Guyana till Surinam och nordöstra Amazonområdet i Brasilien
- Todirostrum maculatum diversum – förekommer i centrala Amazonområdet i Brasilien
- Todirostrum maculatum annectens – förekommer i norra och centrala Brasilien (Rio Branco till Rio Negro)

### Familjetillhörighet
Arten placeras traditionellt i familjen tyranner. DNA-studier visar dock att Tyrannidae består av fem klader som skildes åt redan under oligocen,, varför vissa auktoriteter behandlar dem som egna familjer. Fläckig todityrann med släktingar bryts då ut till familjen Pipromorphidae.

## Status
Arten har ett stort utbredningsområde och beståndet anses stabilt. Internationella naturvårdsunionen IUCN listar den därför som livskraftig (LC).